# Loop Fire

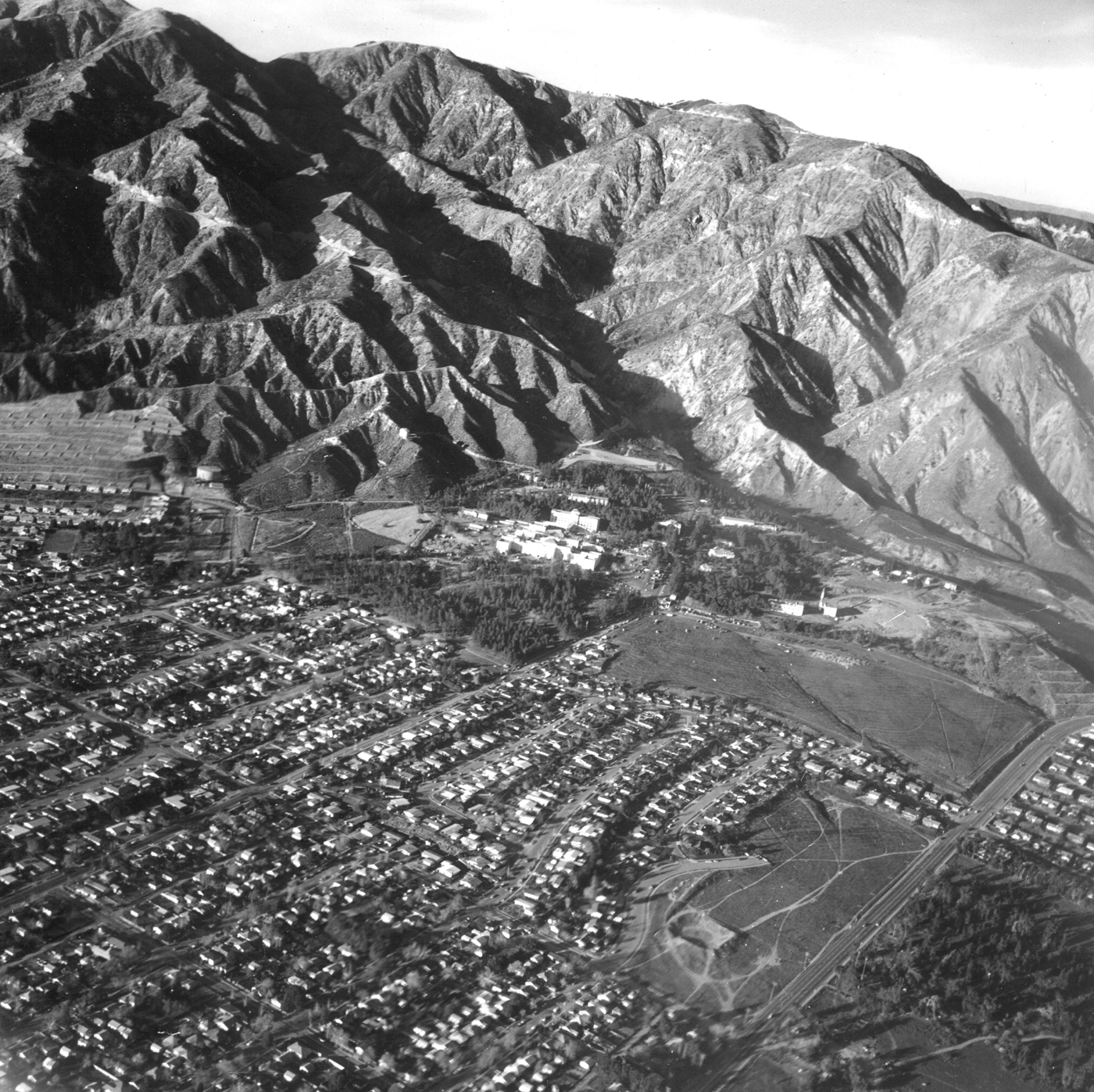
Aufnahme von den Hügeln, welche 1969 während des Loop Fire brannten. Die weiße Gebäudeansammlung in der Bildmitte zeigt das Veteranen-Hospital, welches sich in etwa der Mitte der Brandausbreitung befand. (1971)

Das Loop Fire war ein Wald- bzw. Buschbrand, welcher vom 1. auf den 2. November 1966 im Los Angeles County, Kalifornien, USA, ausbrach und eine Ausdehnung von rund 8,2 km² erreichte. Zwölf Feuerwehrmänner wurden in einem kaminartigen Canyon von den Flammen überrascht und getötet, zehn weitere überlebten schwer verletzt. 

## Entstehung Verlauf des Feuers

Luftaufnahme aus Westen von den Anlagen der Los Pinetos Nike Site. Das Feuer brach südlich davon durch eine defekte Stromleitung aus und bedrohte anfangs auch die Anlagen der Kaserne. Soldaten entfernten auf Ersuchen der Forstverwaltung die Vegetation im Vorfeld und verbrachten die Raketen in die unterirdischen Schächte. (1988)

Das Feuer wurde am Morgen des 1. November 1966 am Hügelkamm des Loop Canyon an der Grenze zum Angeles National Forest durch eine schadhafte Stromleitung der Los Pinetos Nike Missile Site ausgelöst und durch Santa-Ana-Winde aus Nordost angefacht. Der Brand breitete sich schnell hügelabwärts in südlicher Richtung aus und bedrohte bebautes Gebiet im San Fernando Valley zwischen der Pacoima-Talsperre und dem Sanatorium „Olive View“, weshalb die Feuerwehr von Stadt und County Los Angeles eine Feuerschneise, die Bulldozer-Line, errichtete. Den Norden und Osten des Feuers übernahm die Forstverwaltung. Die Westseite des Feuers war bereits seit 1962 verbranntes Gebiet, dort konnten sich die Flammen nicht ausbreiten.
Die El Cariso Hotshots, eine Elitefeuertruppe zur Waldbrandbekämpfung, legten auf der Ostseite eine Brandschneise hügelabwärts, welche im Süden mit der Bulldozer-Line verbunden werden sollte. Dazu bewegten sie sich am südöstlichen Ende des Brandes durch einen kaminartigen Canyon abwärts. Das Feuer brannte am östlichen Ende der Bulldozer-Line westlich einer steilen Rinne. Von dort aus sprang das Feuer plötzlich durch die Rinne auf die Ostseite und überwand einen Kamm, welcher die Rinne von den Hotshots getrennt hatte. Der Grund für die schnelle Ausbreitung konnte nicht rekonstruiert werden, auch die Windentwicklung durch einen der Löschhubschrauber wurde als mögliche Ursache genannt. 
Laut dem Untersuchungsbericht waren Wirbelströme, Wärmestrahlung und die trockene Vegetation für das anschließende Überspringen der Flammen in den Canyon der Feuerwehrmänner verantwortlich, welche von dem Feuer völlig überrascht wurden. Aufgrund der Topografie des rund 200 Fuß (61 m) langen und 30 Fuß (9 m) breiten Canyons entwickelte sich ein Kamineffekt, wobei die Flammen rund 670 Meter in weniger als einer Minute hügelaufwärts schossen. Zehn der Feuerwehrmänner wurden auf der Stelle getötet und zwölf weitere zum Teil lebensgefährlich verletzt, wobei zwei von ihnen später im Krankenhaus ihren Verletzungen erlagen. 
Am 2. November gegen 13 Uhr war das Feuer unter Kontrolle.

## Auswirkungen
Die ersten Brandbekämpfungsmaßnahmen waren bereits 17 Minuten nach Bekanntwerden des Feuers eingeleitet worden, der Brand selbst war weniger als 32 Stunden aktiv und hatte keine Infrastruktur zerstört. Im Einsatz standen 880 Feuerwehrmänner, 12 Luftfahrzeuge und 68 Landfahrzeuge. Der El Cariso Park in Sylmar wurde nach der Hotshot-Einheit benannt. Dort erinnert eine Gedenkstätte an die Opfer. Bereits beim Decker Fire 1959 waren drei Feuerwehrmänner aus El Cariso nur drei Meilen von der Feuerwehrstation entfernt ums Leben gekommen. 
Aufgrund der Loop-Tragödie kam es zur Einführung einer Checkliste für das Anlegen von Feuerschneisen hügelabwärts, dem verstärkten Einsatz von Hubschraubern zur Informationsgewinnung und Brandbeobachtung, sowie zur Ausrüstung mit Fire-ned Radios, brandhemmender Kleidung und Fire Shelters am Mann. In allen Feuerverhaltenstrainings wird zudem auf die Gefahr des Kamineffektes hingewiesen.